# Saccogynidium australe
Saccogynidium australe là một loài rêu tản trong họ Geocalycaceae. Loài này được (Mitt.) Grolle miêu tả khoa học lần đầu tiên năm 1960.